# Isaak Barakat

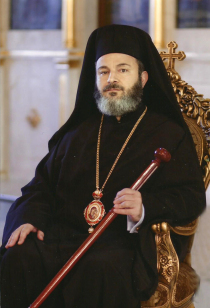
Isaak Barakat

Isaak Barakat (arabisch اسحق بركات Īsḥâq Barakāt; geboren 1966 als Abdullah Barakat in Damaskus, Syrien) ist ein antiochenisch-orthodoxer Bischof und seit 2013 Metropolit von Deutschland und Mitteleuropa sowie der ehemalige Vikarbischof von Damaskus und Titularbischof von Apameia.

## Biografie

### Frühes Leben
Isaak Barakat wurde im Jahr 1966 mit dem Namen Abdullah Barakat in Damaskus zu Arabisch-Christlichen Eltern Orthodoxen glaubens geboren, er absolvierte seinen Wehrdienst in der Syrisch-Arabischen Armee in den Jahren 1987 bis 1990, wonach er seine schulische Fortbildung begann.

### Weiterbildung
Nach seiner Hochschulreife studierte Barakat zunächst Jura bis 1990 an der Universität Damaskus in Syrien, wonach er sein Studium der Theologie an der Universität Thessaloniki mit der Masterarbeit „Die Kindheit Jesu im ersten Evangelium nach Jakobus“ begann, sowie die deutsche Sprache an der Universität Erlangen studierte. Er schloss das Theologie-Studium im Jahr 2011 mit der Doktorarbeit „Patriarch Ignatius IV, Lehrer der Kirche“ an der Universität Thessaloniki ab.

### In der Kirche
1999 wurde Barakat zum Diakon und im Jahr 2000 durch Patriarch Ignatius Hazim zum Priester geweiht, worauf er dann den Namen Isaak nach dem Hl. Isaak dem Syrer annahm. Später wurde er in den Jahren 2000 bis 2001 Assistent des Dekans im Theologischen Institut des Hl. Johannes Damaskus an der Universität Balamand – dem renommiertesten Institut der Antiochenischen Kirche.

## Karriere

### In Syrien und Libanon
Von den Jahren 2005 bis 2010 wurde Barakat selbst Vizedekan des Theologischen Instituts Hl. Johannes Damaskus der Universität Balamand, in dem er von 2005 bis 2010 auch Dozent der Liturgie war. Später wurde er auch Dozent der Liturgie an der Theologischen Fakultät der Maronitisch-geprägten Universität Hl. Esprit in den Jahren 2008 und 2009.
Von 2001 bis 2005 war er Leiter des Büros vom Patriarchen von Damaskus. Von 2000 bis 2005 war er Pfarrer der Gemeinde Hl. Kreuz in Damaskus und Vorsitzender der Orthodoxen Jugendbewegung. Im Jahre 2005 bis 2010 war er als Nachfolger von Juhanna Jasidschi – dem heutigen Patriarchar von Antiochien, als Abt des Klosters Balamand beschäftigt. Im Jahre 2011 wurde er zum Weihbischof in Damaskus und zum Titularbischof von Apameia ernannt.

### In Deutschland
Am 15. Oktober 2013 wurde Isaak Barakat zum neuen Metropoliten (auch Erzbischof genannt) von Deutschland und Mitteleuropa gewählt. Die Inthronisation fand am 24. November 2013 in Köln-Seeberg statt, wo sich auch sein Sitz bei der Gemeinde des Hl. Dimitrius befindet. Da er durch sein Amt über Mitteleuropa nicht nur für Deutschland zuständig ist, sondern auch für Österreich und die Schweiz, ist er damit ebenfalls Mitglied der Orthodoxen Bischofskonferenz in Österreich.

## Persönliches Leben

### Privatleben
Erzbischof Barakat spricht fließend Arabisch im Syrischen und Libanesischen dialekt, sowie das Biblische Koine-Griechisch, Englisch und Deutsch im Hochdeutschen als auch im Österreichischen Dialekt.
Erzbischof Barakat ist aktiv auf Social Media und postet regelmäßig über aktuelle Entwicklungen in der Antiochenischen Kirche und Orthodoxen Christlich-Arabischen Gemeinde Deutschlands, sowie Liturgien und Pressemitteilungen, hauptsächlich auf Instagram und Youtube.

### Kirchliche- und Politische Aktivitäten
2014 gab Erzbischof Barakat eine Rede beim DialogueForPeace, in der er sich gegen die Amerikanische Waffenlieferung zu Krisengebieten im Nahen Osten äußerte.
2015 forderte Barakat die internationale Staatengemeinschaft auf, für die Freilassung von Bulus Jasidschi und Yohanna Ibrahim vom Islamischen Staat einzugreifen, etwas wofür er sich weiterhin seit den letzten 10 Jahren einsetzt.
2022 riefen Barakat und Andere auf, die „sündhaften“ Wirtschaftssanktionen gegen Syriens aufzuheben und die Internationale Anerkennung des Staates Palästina zu beschleunigen.
2023 äußerte sich Barakat zur deutschen Unterstützung der Opfer der Erdbeben in der Türkei und Syrien, er begann eine Spendenaktion und besuchte Hatay persönlich. Im selben Jahr war Erzbischof Barakat an der Heiligsprechung von den Neu-Blutzeugen (jetzt Heiligen) Habib und Niqulas Khascha – welche im Jahr 1917 in Mersin ihre Entschlafung erhielten – aktiv beteiligt.

## Belege
1. ↑  Isaak Barakat - Names - Orthodoxia. Abgerufen am 1. November 2023.
2. ↑   Vgl. Kölner Wochenspiegel vom 27. Juli 2014, abgerufen am 12. Juni Februar 2017
3. ↑  Syrer wird neuer Metropolit von Mitteleuropa. 22. Oktober 2013, abgerufen am 1. November 2023.
4. ↑  Rum Orthodoxer Gottesdienst Berlin 26.4.2015 – Antiochenisch-Orthodoxe Metropolie. 30. April 2015, abgerufen am 1. November 2023 (deutsch).
5. ↑  Eine Erklärung der Heiligen Antiochenischen Synode Balamand, 18. Oktober 2022 – Antiochenisch-Orthodoxe Metropolie. 18. Oktober 2022, abgerufen am 2. November 2023 (deutsch).
6. ↑  Team Ralph Elster: Bischof Dr. Isaak Barakat zu Besuch: Erst Einbürgerung, jetzt Hilfe für die Erdbebenopfer. In: Dr. Ralph Elster. 23. Februar 2023, abgerufen am 1. November 2023 (deutsch).
7. ↑  Besuch S.E. Metropolit Isaak im Erdbebengebiet der Türkei – Antiochenisch-Orthodoxe Metropolie. 4. April 2023, abgerufen am 2. November 2023 (deutsch).
8. ↑  Verkündigung der Heiligkeit der Märtyrer Nicolas und Habib Khasha – Antiochenisch-Orthodoxe Metropolie. 24. Oktober 2023, abgerufen am 2. November 2023 (deutsch).

| Personendaten    | Personendaten                                          |
| ---------------- | ------------------------------------------------------ |
| NAME             | Barakat, Isaak                                         |
| KURZBESCHREIBUNG | orthodoxer Metropolit von Deutschland und Mitteleuropa |
| GEBURTSDATUM     | 1966                                                   |
| GEBURTSORT       | Damaskus, Syrien                                       |